# Episothalma macruraria
Episothalma macruraria là một loài bướm đêm trong họ Geometridae.